# Michael Landon
Michael Landon, geboren als Eugene Maurice Orowitz (Forest Hills (New York), 31 oktober 1936 – Malibu (Californië), 1 juli 1991) was een Amerikaans acteur, producent en televisieregisseur. Landons vader, Eli Maurice Orowitz, was een joodse Amerikaan van Midden-/Oost-Europese komaf, en zijn moeder, Peggy O’Neill, was een Iers-Amerikaans katholiek.
Landon werd vooral beroemd door zijn hoofdrollen in drie televisieseries over de periode van dertig jaar. In de jaren zestig speelde hij Little Joe in Bonanza. In de jaren zeventig tot in de jaren tachtig speelde hij Charles Ingalls in Het kleine huis op de prairie en later in Highway to Heaven als een engel, eveneens in de jaren tachtig. Landon regisseerde de laatste twee series ook regelmatig.

## Levensloop
Hij verhuisde in 1941 met zijn familie naar Collingswood, waar zijn vader een baan accepteerde en zijn moeder een populaire comédienne werd.
Op een gegeven moment besloot hij – toen hij als acteur begon te werken – zijn naam te wijzigen in Michael Landon. Hij koos deze naam door een willekeurige naam te kiezen uit het telefoonboek van Los Angeles.

### Carrière
Landon werd ontdekt door filmproducent Herman Cohen, die hem koos voor zijn eerste grote rol als teenager Tony Rivers in de film I Was a Teenage Werewolf (1957). Landon speelde onder andere ook als Kaspar Hauser in de televisiefilm The Mystery of Caspar Hauser (uit de serie Telephone Time) en als Tom Dooley in de western The Legend of Tom Dooley (1959).
Datzelfde jaar begon hij in de nieuwe televisieserie Bonanza als Little Joe, de jongste van de broers uit de familie Cartwright. Hij werd al snel een van de populairste personen uit de serie. Vrijwel aan het einde van de serie vroeg hij om een paar afleveringen te mogen regisseren, en dat werd toegestaan. De serie draaide veertien jaar, van 1959 tot 1973, totaal 388 episodes.
Al snel na het einde van Bonanza startte Landon een nieuw project in 1974, een televisiefilm met de naam Het kleine huis op de prairie, gebaseerd op het populaire boek van Laura Ingalls Wilder. Het kleine huis op de prairie zou zich later ontwikkelen tot een televisieserie. Hij was niet alleen een van de hoofdrolspelers (in de rol van Charles Ingalls), maar trad ook op als producer, schrijver en regisseur. Deze serie stopte uiteindelijk in 1983.
In 1984 begon Landon met zijn rol in Highway to Heaven als Jonathan Smith, een engel die probeerde mensen te helpen hun leven weer op orde te krijgen. Toen zijn vriend en medeacteur Victor French in 1989 overleed aan longkanker, stopte Landon met de serie.
Landon had daarna in 1991 nog een rol in de twee uur durende pilot van de televisiefilm met de naam Us. Het was de bedoeling dat ook dit weer een populaire serie voor Landon zou worden, maar kort daarna werd de diagnose alvleesklierkanker gesteld, die al was uitgezaaid naar de lever. Landons laatste publieke optreden was in The Tonight Show met Johnny Carson in mei 1991. Enkele weken later stierf Landon op 54-jarige leeftijd, met zijn familie, kinderen en collega's aan zijn zijde. Hij ligt begraven op de Hillside Memorial Park Cemetery in Culver City (Californië). Ook zijn “vader Ben” uit de serie Bonanza Lorne Greene is daar begraven.

### Familie
Landon trouwde drie keer. Zijn eerste vrouw was Dodie Frasier, die zes jaar ouder was dan hij. Hij adopteerde haar zoon Mark (1945-2009) en samen adopteerden zij nog een zoon Josh. Enkele jaren later, in 1962, scheidde hij van Frasier en trouwde met (Marjorie) Lynn Noe (1933-2015), een model, dat een jonge dochter had uit een vorig huwelijk. Landon behandelde haar dochter als zijn eigen kind en samen kregen ze nog vier kinderen. Dit huwelijk stond, in tegenstelling tot veel "Hollywoodhuwelijken", bekend als heel goed, dus de pers sprong erbovenop toen Landon een affaire kreeg met een andere vrouw. Cindy Clerico was een make-upartieste en stand-in voor een van de actrices; zij en Landon hadden elkaar leren kennen op de set van Het Kleine Huis. Clerico was 21 jaar jonger dan hij. Zij trouwden in 1983 en kregen twee kinderen, Jennifer Landon (geboren in 1983) en Sean (geboren in 1986). Jennifer speelde Gwen Norbeck in de soap As the World Turns (van 2005 tot 2008 in Amerika).
Zijn collega-actrice van Het Kleine Huis, Melissa Gilbert, heeft haar zoon, Michael Garrett Boxleitner (1995), naar Landon vernoemd.
Voor zijn bijdrage aan de televisie-industrie kreeg Landon een ster op de Hollywood Walk of Fame.

## Filmografie
- These Wilder Years (1956) – Jongen in poolhal (Niet op aftiteling)
- Cheyenne Televisieserie – Jonge soldaat (Afl., Decision, 1956, niet op aftiteling)
- Crossroads Televisieserie – Danny (Afl., St. George and the Dragon, 1956)
- The Adventures of Jim Bowie Televisieserie – Jerome Juventin (Afl., Deputy Sheriff, 1956)
- Sheriff of Cochise Televisieserie – Rol onbekend (Afl., Human Bomb, 1956)
- Crossroads Televisieserie – Johnny Rico (Afl., Ringside Padre, 1956)
- The Adventures of Jim Bowie Televisieserie – Armand De Nivernais (Afl., The Swordsman, 1956)
- Telephone Time Televisieserie – Rol onbekend (Afl., Mystery of Caspar Hauser, 1956)
- Crusader Televisieserie – Dick (Afl., The Boy on the Brink, 1956)
- Wire Service Televisieserie – Pietro (Afl., High Adventure, 1956)
- State Trooper Televisieserie – Joe Durando (Afl., Buck Fever, 1957)
- General Electric Theater Televisieserie – Claude (Afl., Too Good with a Gun, 1957)
- Fight for the Title (1957) – Kid Lombard
- Zane Grey Theater Televisieserie – Dan (Afl., Girl from a Gunman, 1957)
- The 20th Century Fox-Hour Televisieserie – Eddie (Afl., End of a Gun, 1957)
- Telephone Time Televisieserie – Benny Leonard (Afl., Fight for the Title, 1957)
- Tales of Wells Fargo Televisieserie – Jackson (Afl., Sam Bass, 1957)
- General Electric Theater Televisieserie – Dixon (Afl., Bitter Choice, 1957)
- State Trooper Televisieserie – Willie (Afl., The Last War Party, 1957)
- Schlitz Playhouse of Stars Televisieserie – Rol onbekend (Afl., The Restless Gun, 1957|Hands of the Enemy, 1957)
- I Was a Teenage Werewolf (1957) – Tony Rivers (The Teenage Werewolf)
- The Court of Last Resort Televisieserie – Thomas Forbes (Afl., The Forbes-Carol Case, 1957)
- Suspicion Televisieserie – Howard (Afl., The Story of Marjorie Reardon, 1957)
- Tales of Wells Fargo Televisieserie – Tad Cameron (Afl., The Kid, 1957|Shotgun Messenger, 1957)
- U.S. Marshal Televisieserie – Don Sayers (Afl., The Champ, 1958)
- Cheyenne Televisieserie – Alan Horn (Afl., White Warrior, 1958)
- Goodyear Theatre Televisieserie – Rol onbekend (Afl., The Giant Step, 1958)
- High School Confidential! (1958) – Steve Bentley
- Trackdown Televisieserie – Rol onbekend (Afl., The Pueblo Kid, 1958)
- Schlitz Playhouse of Stars Televisieserie – Don Burns (Afl., Way of the West, 1958)
- Tombstone Territory Televisieserie – Barton Clark (Afl., Rose of the Rio Bravo, 1958)
- Wanted: Dead or Alive Televisieserie – Carl Martin (Afl., The Martin Poster, 1958)
- Alcoa Theatre Televisieserie – Johnny Risk (Afl., Johnny Risk, 1958)
- Studio One Televisieserie – Rafael Martinez (Afl., Man Under Glass, 1958)
- The Rifleman Televisieserie – Will Fulton (Afl., End of a Young Gun, 1958)
- God's Little Acre (1958) – Dave Dawson
- The Texan Televisieserie – Nick Ahearn (Afl., The Hemp Tree, 1958)
- Trackdown Televisieserie – Jack Summers (Afl., Day of Vengeance, 1958)
- Zane Grey Theater Televisieserie – Vance Coburn (Afl., Living Is a Lonesome Thing, 1959)
- Frontier Doctor Televisieserie – Jim Mason (Afl., Shadow of Belle Starr, 1959)
- Dead or Alive Televisieserie – Clay McGarrett (Afl., The Legend, 1959)
- Tombstone Territory Televisieserie – Chris Anderson (Afl., The Man from Brewster, 1959)
- Playhouse 90 Televisieserie – Arthur Doner (Afl., Project Immortality, 1959)
- The Rifleman Televisieserie – Billy Mathis (Afl., The Mind Reader, 1959)
- The Legend of Tom Dooley (1959) – Tom Dooley
- Johnny Staccato Televisieserie – Freddie Tate (Afl., The Naked Truth, 1959)
- Luke and the Tenderfoot (Televisiefilm, 1965) – Tough
- Swing Out, Sweet Land (Televisiefilm, 1970) – Peter Minuit
- The Electric Company Televisieserie – Rol onbekend (Afl., 181, 1973)
- Bonanza Televisieserie – Joseph 'Little Joe' Cartwright (388 afl., 1959-1973)
- Little House on the Prairie (Televisiefilm, 1974) – Charles Ingalls
- The Loneliest Runner (Televisiefilm, 1976) – John Curtis (Volwassen)
- Little House Years (Televisiefilm, 1979) – Charles Ingalls
- Disneyland Televisieserie – Presentator (Afl., Walt Disney: One Man's Dream, 1981)
- The Little House on the Prairie Televisieserie – Charles Ingalls (182 afl., 1974-1983)
- Love Is Forever (Televisiefilm, 1983) – John Everingham
- Little House: Look Back to Yesterday (Televisiefilm, 1983) – Charles Ingalls
- Little House: Bless All the Dear Children (Televisiefilm, 1983) – Charles Ingalls
- Little House: The Last Farewell (Televisiefilm, 1984) – Charles Ingalls
- Sam's Son (1984) – Gene Orman
- Highway to Heaven Televisieserie – Jonathan Smith (71 afl., 1984-1989)
- Where Pidgeons Go to Die (Televisiefilm, 1990) – Hugh (Volwassen)
- Us (Televisiefilm, 1991) – Jeff Hayes